# Callitrichales
Ordre
Classification APG II (2003)
Classification APG III (2009)
L'ordre des Callitrichales regroupe des plantes dicotylédones.
En classification classique de Cronquist (1981) il ne comporte que 3 familles :
- famille Callitrichacées
- famille Hippuridacées
- famille Hydrostachyacées (parfois placée dans l'ordre Scrophulariales)

Une des particularités des plantes appartenant à cet ordre est de présenter des fleurs qui ne possèdent qu'une seule étamine.
Pour la classification phylogénétique, cet ordre n'est plus pertinent. Les familles des Callitrichaceae et les Hippuridaceae font maintenant partie de la famille des Plantaginacées (dans l'ordre des Lamiales), tandis que les Hydrostachyaceae sont placées dans l'ordre des Cornales.